# 开国大典 (油画)

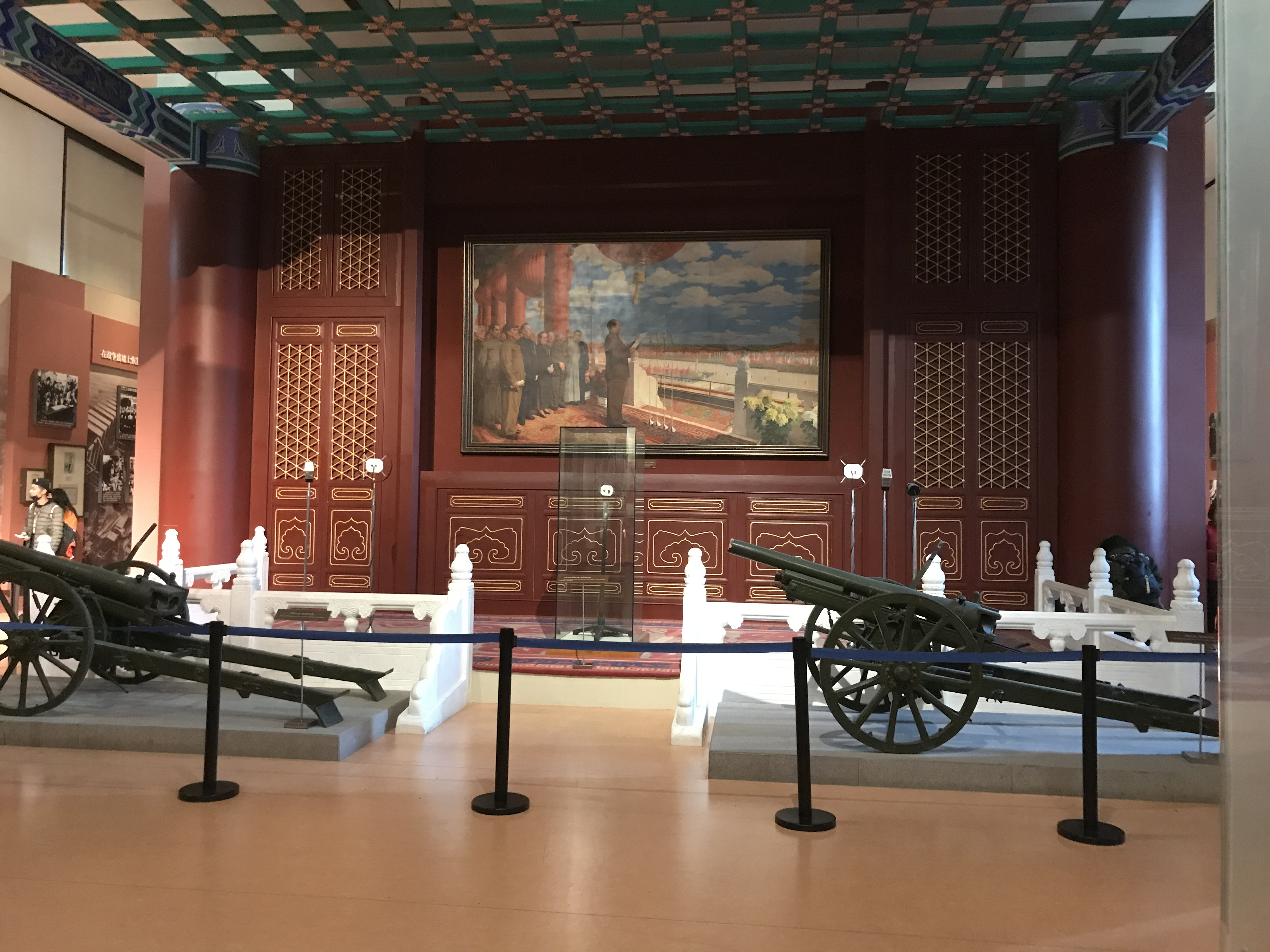
现藏于中国国家博物馆的《开国大典》，与1949年10月1日开国大典相关文物一同展出

《開國大典》是中國画家董希文的油画代表作，创作于1953年，以1949年10月1日中華人民共和國開國大典为题，现藏中国国家博物馆。由于政治原因，此画被修改四次。1955年和1972年，董希文受命分别去掉了画中的原中央人民政府副主席高岗和原国家主席刘少奇。1972年，靳尚谊、赵域复制《开国大典》，并在复制品上去掉了林伯渠。1979年，阎振铎、叶武林又在此复制品上恢复了作品原貌。如今，董希文的原作藏于中国国家博物馆画库，很少展出；展出的《开国大典》绝大多数是靳尚谊、赵域复制，阎振铎、叶武林修改的复制品。油画完成后被印刷成年画广为发行，还被收入中华人民共和国中小学教材，并被刻成邮票。

## 背景
1951年初，为了纪念中国共产党成立30周年，中共中央宣传部、中华人民共和国文化部筹备绘画展览。中国革命博物馆经过数月征集，收到近百件绘画作品，收藏了《地道战》、《毛主席延安整风》、《强夺泸定桥》等作品。但是，中国革命博物馆认为，美中不足的是缺少一件以开国大典为题的油画。1952年，中国革命博物馆决定委托中央美术学院组织创作一幅以开国大典为题的巨型油画。中央美术学院将这项任务交给了时年37岁的董希文。
董希文在1949年创作了水粉画《北平入城式》，同年亲自在天安门广场参加了开国大典。他的油画、素描功底均得到同行的认可，亦擅长革命题材、领袖人物画作。第一届中华全国文学艺术工作者代表大会上的毛泽东像和朱德像就出自于他的手笔。他还和中央美院师生一起绘制了天安门城楼上的第一幅毛泽东像。1952年时，董希文正和学生在石景山发电厂劳动、写生，此时他正在负责中央美院三画室的教学工作，教学任务非常繁重。

## 创作
接到任务后董希文回到北京。通常的说法是，为了不受干扰、专心作画，董希文租下了西总布胡同的一间民居用作创作。据女油画家、董希文的弟子庞涛回忆，那间民居在一座楼房裡，楼下是一家杂货铺；房间狭长，进深只有两米，画布宽两米餘、长四米餘，即使董希文把后背贴在墙上也不能看到画布的全貌，创作环境非常艰难。画布上接天花板，下贴地板，董希文为了创作，不得不爬上爬下。不过，也有说法称董希文开始创作和完成作品都是在大雅宝胡同自己的家里，只是中间有一段时间去西总布胡同74号的亲戚家作画。构图阶段，他把图样画在一张明信片大小的重磅卡纸上，广泛征询同行的意见。董希文没有拘泥于透视法，增大了画面右侧两根柱子的跨度，使得画面更加宽敞；挪动了正阳门，使天安门广场更加开阔。画作接近完成时，董希文和画家好友艾中信等人讨论时发现，按照透视法画成的毛泽东形象不够高。讨论结果认为，毛泽东的高度不应该受到透视法的限制。董希文于是将毛泽东的高度加高了一寸。为了不留痕迹，董希文小心地洗掉原有的部分，重新画了一次。上级要求他尽快完成画作，为了赶任务，他没日没夜的作画，时常在工作室的椅子上过夜。最终，这幅画用了不到三个月的时间就完成了，陈列在中国革命博物馆党史展览的序厅裡。1953年4月，为了让中共中央领导审查《开国大典》，主管部门另加了一批中央美院教师的作品，在中南海怀仁堂做了一场画展，毛泽东等党和国家领导人观看了作品，并接见董希文等人。毛泽东看《开国大典》之后说：“是大国，是中国。”他还说：“我们的画拿到国际上去，别人是比不了我们的，因为我们有独特的民族形式。”接见间隙，毛泽东两次返回休息室仔细看这幅画。1953年9月27日，《人民日报》头版刊发油画《开国大典》。人民美术出版社还将《开国大典》印成年画，广为发行，初次印行就超过一百万份。这幅画还被收入中华人民共和国的中小学语文、历史、美术课本。

## 修改

### 删去高岗
1955年，《开国大典》经历了第一次修改。1952年“五马进京”时担任中华人民共和国中央人民政府副主席、中央人民政府国家计划委员会主席的高岗，担任中共中央组织部部长的饶漱石卷入中国共产党高层的权力斗争。1954年2月的中共七届四中全会上通过《关于增强党的团结的决议》不点名批判高岗、饶漱石的“反党分裂活动”。不久后，高岗于1954年8月自杀。1955年3月的中国共产党全国代表会议通过《关于高岗、饶漱石反党联盟的决议》，对高岗、饶漱石开除党籍和公职。同年，董希文应中国革命博物馆的要求，將畫中的高崗刪除，露出其背后的一盆菊花，此為第一次修改。这次修改是在武英殿的浴德堂中完成的。1959年，该版《开国大典》在中华人民共和国成立10周年之际陈列在新落成的中国革命博物馆内。1961年，中国革命博物馆的中国共产党党史陈列对外开放，《开国大典》被放在新中国成立部分的显著位置。这一版油画还被雕刻成纪念邮票（志号：纪-71）。董希文后来说：“这幅画在构图时，高岗就有挤在边上的局促之感，去掉他对构图倒有好处。”

### 删去刘少奇
1966年，文化大革命开始，时任中华人民共和国主席的刘少奇被打成“（中国共产党）党内最大的走资本主义道路的当权派”、“（中国共产党）党内的赫鲁晓夫”，遭到批斗。1968年，中共八届十二中全会批准《关于叛徒、内奸、工贼刘少奇罪行的审查报告》，将刘少奇开除党籍、撤销党内外一切职务。1969年，刘少奇病逝。此前，董希文在1957年开始的反右运动中遭到处罚。当时毛泽东提出要用国画表现革命题材，董希文不赞成这种做法。由于董希文是《开国大典》的创作者，他没有被打成右派，但是被罚留党察看两年。文化大革命中，董希文被打成“反动学术权威”，在1969年被下放到北京钢厂劳动。期间，他因过度劳累而患上了胃穿孔，首都医院抢救了八个小时才让他苏醒过来。他被切掉四分之三个胃，但之后不到半年又被派到钢厂劳动。1970年，他被诊出癌症晚期。不久，中国革命博物馆将董希文调回北京，通知其在《开国大典》中去掉刘少奇。这时的董希文已是癌症晚期，手术之后身体衰弱。董希文的长子、学画的董沙贝提出要替父亲改画，但董希文坚持自己来改。董希文抱病来到中国革命博物馆，扶着身边的儿子，亲自将画上的刘少奇刮掉，并把原来只露出半张脸的董必武画全，填补了刘少奇被删除后留下的位置，此為第二次修改。这次改画的地点在中国革命博物馆二层中厅。据说，董希文这次修改此画后，希望能在有生之年重新把刘少奇加回油画；他曾说：“一个搞艺术的人对自己的作品要负责，要负责一千年。”

### 删去林伯渠
1972年，中央文革小组为纪念毛泽东《在延安文艺座谈会上的讲话》发表30周年，筹办纪念美术展，命令中央美术学院下放河北省磁县农村劳动的部分教授回到北京，对一批1950年代和1960年代有影响的革命历史题材画作“刷新备用”。这批画包括《开国大典》。据董希文的学生、油画家靳尚谊回忆，“刷新”《开国大典》的目的是去除林伯渠，主管部门并没有说明原因。后来人们推测，此事为江青幕后策划，因为在延安时期，林伯渠曾反对毛泽东与江青结婚，并“约法三章”。此时董希文病情严重，入住医院，无法改画。上级于是命令靳尚谊在董希文的原作上删掉林伯渠。靳尚谊不愿在董希文的原作上动笔，于是提出折中方案，由他和油画家赵域按原大复制《开国大典》，在复制的油画上去掉林伯渠，将原有的林伯渠改为无名之人。靳尚谊负责画人物，赵域画余下的部分。复制临近结束时，董希文从医院来到中国革命博物馆加以指导。此為第三次修改。1973年1月8日，董希文逝世。这幅复制出来的《开国大典》尚未展出，“四人帮”便于1976年倒台。

### 複製品恢复原貌
1978年，中共十一届三中全会召开，平反冤假错案的工作已经开始。年底，刘少奇夫人王光美获释出狱，中共中央纪委第一书记陈云接见王光美及其子女时主动提出平反刘少奇的问题。中共中央副主席邓小平也指示中共中央组织部、中共中央纪委研究刘少奇平反问题。1979年，中国革命博物馆决定重新开放中国共产党党史陈列。筹备过程中，中国革命博物馆决定恢复《开国大典》的原貌，这一行为获得上级批准。然而，董希文的家属不同意在原作上再作改动。中国革命博物馆联系靳尚谊，希望他能在复制的《开国大典》上恢复原貌，补上去掉的高岗、刘少奇、林伯渠。靳尚谊忙于公务，遂推荐了北京的青年画家阎振铎、叶武林。两人在复制品上恢复了此畫的原始版本。此后，在各种展览中出现的油画《开国大典》绝大多数是这一个版本。董希文的画作长期藏在库房，很少露面。据统计，董希文的画作此后只公开展出过两次，一是在1992年中国美术馆的《二十世纪中国》被置于展览中心，二是2011年《纪念中国共产党成立90周年中国国家博物馆馆藏现代经典美术作品展》上与靳尚谊、赵域、阎振铎、叶武林的复制品同场亮相。

## 画面
画上，中央人民政府主席毛泽东站立在天安門城樓正中，正在麦克风前面宣讀《中华人民共和国中央人民政府公告》。毛泽东身后、画面的左边是各界代表。站在第一排是当时的六位中央人民政府副主席，从左向右依次是朱德、刘少奇、宋庆龄、李济深、张澜、高岗。朱德左侧，董希文还着重绘制了两名代表，即朱德背后的中央人民政府政务院总理兼外交部长周恩来、周恩来背后的中央人民政府委员会秘书长林伯渠。画面上的人物还有政务院副总理董必武、郭沫若以及陈叔通等人。各界代表胸前佩着红签，听着政府公告，心情激动。代表们大约占去了画面的三分之一。画面右侧，五星红旗已经升起。天安门广场上聚集着集会的群众，飘扬着彩旗。空中白鸽翱翔、白云朵朵。董希文还描绘了城楼上的大红柱子、宫灯、汉白玉栏杆、地毯、菊花。

## 风格
《开国大典》的构图打破了写实的限制，也没有拘泥于透视法。董希文将毛泽东画在接近中间的位置，各界代表站在左面，而右面是广场上的群众队伍。这种左实右虚的布局，虽然有失平衡，但是加强了领导人和群众的虚实、远近、多少的对比，突出了节日的气氛。董希文特意把广场上的群众和城楼上的领导人放在同一个画面上，以突出开国事件的气概。他还把毛泽东右前方原本应有的一根大红柱子去掉，使得广场更显宽阔，画面更有气势。建筑家梁思成曾评论称：“画面右方有一个柱子没有画上去……这在建筑学上是一个大错误，但是在绘画艺术上却是一个大成功。”董希文改变了正阳门的位置，使得天安门广场更显广阔；他还把毛泽东的形象加高了一寸。
在人物塑造方面，因董希文无法为领导人做写生，甚至连速写都不行，只好收集、参考照片和电影里的形象。董希文根据影像资料中明暗对比较强的形象，自行绘制了平光中的美术形象，使画中人物和谐、统一。为了避免呆板单调，董希文借鉴《步辇图》、《历代帝王图》、唐代敦煌壁画和明代肖像画的处理方法，不仅表现了领导人的外在仪表，还刻画了其内在精神和气质。
《开国大典》有鲜明的民族风格。色彩上，此画用碧蓝、大红、金黄构成基调，用蓝色、棕色、绿色加以调和。色调近乎纯色，与西方绘画传统的灰色调大不相同。画中的地毯、柱子、宫灯、红旗都是红色，既带来了喜庆气氛，也加入了庄严、隆重的感觉。地毯的图案、柱子、栏杆等等带有典型文化符号隐喻性。综合这些元素，《开国大典》体现了中国特别的审美趣味。艾中信评价说，此画“创造了人民大众喜闻乐见的中国油画新风貌”。徐悲鸿曾评价说，董希文圆满完成了任务，应得一百分，但是缺少一些油画特色，应该扣掉五分。但是，很多画家认为这反倒是《开国大典》的成功之处，如果遵照传统油画的用光、设色，作品不会有如此热烈的气氛。一些画家认为，相比董希文此前创作的《苗女赶场》（1943）、《哈萨克牧羊女》（1947）、《迎接解放》（1949），《开国大典》在艺术道路上有些后退，民族特色不及前三者。

## 事件
2001年11月下旬，董希文的女儿董一沙将上海广元艺术工艺品有限公司和北京工美集团有限责任公司告上法庭。事情的起因是，1999年7月上海广元公司公开声明已获得中国革命博物馆授权，限量制作15,000件金箔画《开国大典》，北京工美集团参与了销售。2002年3月6日，一审第一次开庭即将结束时，原告当庭决定将中国革命博物馆追加为被告。2002年6月，北京市第二中级人民法院一审认定，董希文逝世后，其遗孀及子女作为合法继承人有权继承董希文对作品的使用权和获得报酬权，中国革命博物馆仅有展出权，革博和上海广元侵犯了著作权人的使用权和获得报酬权。一审判决被告在10日内赔偿原告经济损失26万元人民币，并在判决生效后30日内登报道歉。被告不服，提出上诉。2002年12月19日，北京市高级人民法院驳回了上诉。